# Rolan de la Cruz
Rolan de la Cruz (Tumaco, 3 de outubro de 1984) é um futebolista profissional colombiano naturalizado guineense que atua como meia

## Carreira
Rolan de la Cruz representou o elenco da Seleção Guinéu-Equatoriana de Futebol no Campeonato Africano das Nações de 2012.